# Miyawakilyft
Inom matematiken är Miyawakilyftet eller Ikeda–Miyawakilyftet ett lyft som tar en Siegel-modulär form till en annan Siegel-modulär form. Miyawaki (1992) förmodade dess existens i fallet för Siegel-modulära former av grad 3, och Ikeda (2006) bevisade dess existens i vissa fall genom att använda Ikedalyftet.
Ikedas konstruktion börjar med en Siegel-modulär form av grad 1 och vikt 2k, och en Siegel-kuspform av grad r och vikt k + n + r och konstruerar en Siegel-modulär form av grad 2n + r and vikt k + n + r. Fallet då n = r = 1 förmodades av Miyawaki. Här är n, k och r icke-negativa heltal vars summa är jämn.